# Litsea hutchinsonii
Litsea hutchinsonii är en lagerväxtart som beskrevs av Elmer Drew Merrill. Litsea hutchinsonii ingår i släktet Litsea och familjen lagerväxter. Inga underarter finns listade i Catalogue of Life.